# König-Ludwig-Lauf
König-Ludwig-Lauf är ett långlopp på skidor som årligen avgörs i Oberammergau i Bayern i Tyskland. Loppet brukar köras första helgen i februari. Det hade premiär 1968, och ingår i Worldloppet sedan Worldloppet grundades.

## Vinnare
| År   | Distans (kilometer) | Herrar              | Land            |          | Damer              | Land          |
| ---- | ------------------- | ------------------- | --------------- | -------- | ------------------ | ------------- |
| 1968 | 83                  | Klaus Niedermeier   | Västtyskland    |          |                    |               |
| 1969 | 88                  | Arthur Bodenmüller  | Västtyskland    |          |                    |               |
| 1970 | 90                  | Heinrich Simon      | Västtyskland    |          |                    |               |
| 1971 | 90                  | Robert Eiermann     | Västtyskland    |          |                    |               |
| 1972 | inställt            | inställt            | inställt        |          |                    |               |
| 1973 | 90                  | Heinrich Simon      | Västtyskland    |          |                    |               |
| 1974 | 90                  | Pauli Siitonen      | Finland         |          |                    |               |
| 1975 | inställt            | inställt            | inställt        |          |                    |               |
| 1976 | 90                  | Pauli Siitonen      | Finland         |          |                    |               |
| 1977 | 73                  | Pauli Siitonen      | Finland         |          |                    |               |
| 1978 | 90                  | Pauli Siitonen      | Finland         |          |                    |               |
| 1979 | 90                  | Pauli Siitonen      | Finland         |          |                    |               |
| 1980 | 90                  | Per Knotten         | Norge           |          | Gerda Kunz         | Österrike     |
| 1981 | 90                  | 7 olika åkare       | från 5 nationer |          | Kahtrin Glasl      | Västtyskland  |
| 1982 | 90                  | Lars Frykberg       | Sverige         |          | Kathrin Glasl      | Västtyskland  |
| 1983 | 70                  | Per Knotten         | Norge           |          | Sisko Kainulainen  | Finland       |
| 1984 | 65                  | Bengt Hassis        | Sverige         |          | Sisko Kainulainen  | Finland       |
| 1985 | inställt            | inställt            | inställt        | inställt | inställt           | inställt      |
| 1986 | 50                  | Konrad Hallenbarter | Schweiz         |          | Sisko Kainulainen  | Finland       |
| 1987 | 65                  | Bengt Hassis        | Sverige         |          | Annerose Rees      | Västtyskland  |
| 1988 | 65                  | Konrad Hallenbarter | Schweiz         |          | Christina Gill     | Schweiz       |
| 1989 | 50                  | Anders Blomquist    | Sverige         |          | Sisko Kainulainen  | Finland       |
| 1990 | inställt            | inställt            | inställt        | inställt | inställt           | inställt      |
| 1991 | 53                  | Ladislav Švanda     | Tjeckoslovakien |          | Vida Vencienė      | Sovjetunionen |
| 1992 | 53                  | Erik Hansson        | Sverige         |          | Sisko Kainulainen  | Finland       |
| 1993 | 55                  | Alec Vanek          | Tjeckien        |          | Natalja Tsjernytsj | Ryssland      |
| 1994 | 47                  | Alec Vanek          | Tjeckien        |          | Maria Theurl       | Österrike     |
| 1995 | 55                  | Håkan Westin        | Sverige         |          | Lucie Bucharova    | Tjeckien      |
| 1996 | 58                  | Håkan Westin        | Sverige         |          | Gudrun Pflüger     | Österrike     |
| 1997 | 55                  | Martin Petrasek     | Tjeckien        |          | Sigrid Wille       | Tyskland      |
| 1998 | 55                  | Staffan Larsson     | Sverige         |          | Elena Grigorjeva   | Ryssland      |
| 1999 | 45                  | Mikael Östberg      | Sverige         |          | Dorota Dziadkowiec | Polen         |
| 2000 | 51                  | Stanislav Řezáč     | Tjeckien        |          | Svetlana Nagejkina | Ryssland      |
| 2001 | 46                  | Christian Baldauf   | Österrike       |          | Ramona Roth        | Tyskland      |
| 2002 | inställt            | inställt            | inställt        | inställt | inställt           | inställt      |
| 2003 | 49                  | Jørgen Aukland      | Norge           |          | Lara Peyrot        | Italien       |
| 2004 | 50                  | Stanislav Řezáč     | Tjeckien        |          | Cristina Paluselli | Italien       |
| 2005 | 50                  | Stanislav Řezáč     | Tjeckien        |          | Cristina Paluselli | Italien       |
| 2006 | 50                  | Stanislav Řezáč     | Tjeckien        |          | Ine Wigernæs       | Norge         |
| 2007 | 40                  | Daniel Tynell       | Sverige         |          | Elin Ek            | Sverige       |
| 2008 | 42                  | Daniel Tynell       | Sverige         |          | Elin Ek            | Sverige       |
| 2009 | 50                  | Stanislav Řezáč     | Tjeckien        |          | Jenny Hansson      | Sverige       |
| 2010 | 42                  | Anders Aukland      | Norge           |          | Suvi Karjaluoto    | Finland       |
| 2011 | 42                  | Jerry Ahrlin        | Sverige         |          | Sandra Hansson     | Sverige       |
| 2012 | 50                  | Stanislav Řezáč     | Tjeckien        |          | Susanne Nyström    | Sverige       |
| 2013 |                     | Jerry Ahrlin        | Sverige         |          | Seraina Boner      | Schweiz       |

### Fotnoter
1. ↑  ”König-Ludwig-Lauf” (på engelska). Worldloppet. http://www.worldloppet.com/konig_ludwig_lauf.php. Läst 4 mars 2015.